# Thomisus schoutedeni
Thomisus schoutedeni är en spindelart som beskrevs av Comellini 1957. Thomisus schoutedeni ingår i släktet Thomisus och familjen krabbspindlar.
Artens utbredningsområde är Kongo. Inga underarter finns listade i Catalogue of Life.